# Robert H. Grubbs
Robert Howard Grubbs, född 27 februari 1942 mellan Calvert City och Possum Trot i Kentucky, död 19 december 2021 i Duarte, Kalifornien, var en amerikansk kemist, verksam vid California Institute of Technology (Caltech) i Kalifornien, USA.
Tillsammans med Yves Chauvin och Richard R. Schrock mottog Grubbs Nobelpriset i kemi år 2005 med motiveringen "för utveckling av metates-metoden inom organisk syntes".

## Utmärkelser
- American Chemical Society Award i metallorganisk kemi,  1988[8]
- ACS Award in Polymer Chemistry,  1995[9]
- Herman Mark Award in Polymer Chemistry,  2000[10]
- Benjamin Franklin-medaljen,  2000
- Prolog-medaljen,  2001
- Tolman Award,  2002[11]
- Arthur C. Cope Award,  2002
- Linus Pauling Award,  2003[12]
- Clarivate Citation Laureates,  2003[13]
- Tetrahedron Prize,  2003[14]
- Bristol-Myers Squibb Award för framstående prestation inom syntetisk organisk kemiforskning,  2004[15]
- Centenary Prize från Royal Society of Chemistry,  2004
- Nobelpriset i kemi, med  Yves Chauvin och Richard R. Schrock,  2005[16][17]
- August Wilhelm von Hofmann-medaljen,  2005[18]
- ACS Award for Creative Invention,  2009[19]
- American Institute of Chemists Gold Medal,  2010[20]
- Roger Adams Award in Organic Chemistry,  2011[21]
- Hedersdoktor vid RWTH Aachen,  2013
- Utländsk ledamot av Royal Society,  2017[22][23]
- George A. Olah Award in Hydrocarbon or Petroleum Chemistry,  2017[24]
- Alexander von Humboldt-stipendiat
- Benjamin Franklin-medaljen[25]
- Humboldtpriset
- Florida Inventors Hall of Fame[25]
- Fellow of the Royal Society of Chemistry
- Camille Dreyfus Teacher-Scholar Awards

[Redigera Wikidata]